# Characidium fasciatum
El dientudo o pez mariposa (Characidium fasciatum) es una especie de peces de la familia Crenuchidae en el orden de los Characiformes.

## Morfología
Los machos pueden llegar alcanzar los 6,7 cm de longitud total.

## Hábitat
Vive en zonas de clima subtropical entre 18 °C - 24 °C de temperatura.

## Distribución geográfica
Se encuentran en Sudamérica:  cuencas de los ríos  São Francisco y  Paraná en Brasil.